# České bílé ušlechtilé prase
České bílé ušlechtilé prase, zkratka ČBU či BU, je ušlechtilé plemeno prasete masného typu chované v České republice především jako mateřské plemeno v hybridizačních programech pro produkci jatečných prasat. Je to větší, dobře osvalené prase se vzpřímenýma ušima a mírně prohnutým profilem hlavy. Typem i užitkovým zaměřením odpovídá německému bílému ušlechtilému praseti a anglickému velkému bílému, ze kterých vychází. Kůže i štětiny jsou bílé.

## Vznik plemene
České bílé ušlechtilé vzniklo převodným křížením původního českého klapouchého plemene zvaného český štětináč. Šlechtění začalo v roce 1927, ke křížení bylo použito především německé bílé ušlechtilé prase a anglické velké bílé. Ještě během první republiky se začalo nové plemeno chovat čistokrevně s kontrolou užitkovosti. V 60. letech 20. století bylo plemeno dále zušlechtěno plemenem Česká landrase.

## Užitkový cíl
Chovatelským cílem je plodnost 13 selat na vrh, průměrný denní přírůstek ve výkrmu 1250 g, konverze krmiva 2,3 kg krmné směsi na kilogram přírůstku a zmasilost odpovídající 55 - 56 % libového masa v jatečném trupu s obsahem 1,8 % nitrosvalového tuku.

## Použití v hybridizačních programech
České bílé ušlechtilé se čistokrevně chová v nukleových a šlechtitelských chovech, v roce 2004 bylo nejvíce chovaným plemenem s největším počtem chovaných prasnic. K výrobě vepřového masa se používá nepřímo, jako tzv. mateřské plemeno v pozici A v hybridizačních programech. V rozmnožovacích chovech jsou prasničky připouštěné masným plemenem, nejčastěji plemenem česká landrase. F1 prasničky jsou matkami jatečných prasat.